# Damages – Im Netz der Macht/Episodenliste

Logo zur Serie

Diese Episodenliste enthält alle Episoden der US-amerikanischen Dramaserie Damages – Im Netz der Macht, sortiert nach der US-amerikanischen Erstausstrahlung. Zwischen 2007 und 2012 entstanden in fünf Staffeln insgesamt 59 Episoden mit einer Länge von jeweils etwa 42, später 60, Minuten.

## Übersicht
| Staffel | Episodenanzahl | Erstausstrahlung USA | Erstausstrahlung USA | Deutschsprachige Erstausstrahlung | Deutschsprachige Erstausstrahlung |
| Staffel | Episodenanzahl | Staffelpremiere      | Staffelfinale        | Staffelpremiere                   | Staffelfinale                     |
| ------- | -------------- | -------------------- | -------------------- | --------------------------------- | --------------------------------- |
| 1       | 13             | 24. Juli 2007        | 23. Oktober 2007     | 21. April 2008                    | 3. Juni 2008                      |
| 2       | 13             | 7. Januar 2009       | 1. April 2009        | 3. März 2010                      | 19. Mai 2010                      |
| 3       | 13             | 25. Januar 2010      | 19. April 2010       | 6. August 2010                    | 17. September 2010                |
| 4       | 10             | 13. Juli 2011        | 14. September 2011   | 27. Juni 2013                     | 22. August 2013                   |
| 5       | 10             | 11. Juli 2012        | 12. September 2012   | 29. August 2013                   | 31. Oktober 2013                  |

## Staffel 1
Die Erstausstrahlung der ersten Staffel war vom 24. Juli bis zum 23. Oktober 2007 auf dem US-amerikanischen Kabelsender FX zu sehen. Die deutschsprachige Erstausstrahlung der ersten beiden Episoden sendete der Schweizer Free-TV-Sender SRF zwei am 21. und 28. April 2008. Die restlichen Episoden wurden von Kabel eins vom 5. Mai bis zum 3. Juni 2008 erstausgestrahlt.
| Nr. (ges.) | Nr. (St.) | Deutscher Titel  | Originaltitel                   | Erstausstrahlung USA | Deutschsprachige Erstausstrahlung (CH/D) | Regie             | Drehbuch                                                  |
| ---------- | --------- | ---------------- | ------------------------------- | -------------------- | ---------------------------------------- | ----------------- | --------------------------------------------------------- |
| 1          | 1         | Ein Traumjob     | Get Me a Lawyer                 | 24. Juli 2007        | 21. Apr. 2008                            | Allen Coulter     | Todd A. Kessler, Glenn Kessler & Daniel Zelman            |
| 2          | 2         | Die Zeugin       | Jesus, Mary and Joe Cocker      | 31. Juli 2007        | 28. Apr. 2008                            | Greg Yaitanes     | Todd A. Kessler, Glenn Kessler & Daniel Zelman            |
| 3          | 3         | Todesangst       | And My Paralyzing Fear of Death | 7. Aug. 2007         | 5. Mai 2008                              | John David Coles  | Todd A. Kessler, Glenn Kessler & Daniel Zelman            |
| 4          | 4         | Die Aussage      | Tastes Like a Ho-Ho             | 14. Aug. 2007        | 5. Mai 2008                              | Larry Trilling    | Mark Fish                                                 |
| 5          | 5         | Meineid          | A Regular Earl Anthony          | 21. Aug. 2007        | 12. Mai 2008                             | Jean de Segonzac  | Todd A. Kessler, Glenn Kessler, Daniel Zelman & Mark Fish |
| 6          | 6         | Wahre Gesichter  | She Spat at Me                  | 4. Sep. 2007         | 12. Mai 2008                             | Mario Van Peebles | Mark Fish                                                 |
| 7          | 7         | Die Vorladung    | We Are Not Animals              | 11. Sep. 2007        | 19. Mai 2008                             | Dan Attias        | Aaron Zelman                                              |
| 8          | 8         | Der Verräter     | Blame the Victim                | 18. Sep. 2007        | 19. Mai 2008                             | Guy Ferland       | Willie Reale & Davey Holmes                               |
| 9          | 9         | Schweigegeld     | Do You Regret What We Did       | 25. Sep. 2007        | 26. Mai 2008                             | Thomas Carter     | Todd A. Kessler, Glenn Kessler & Daniel Zelman            |
| 10         | 10        | Der Informant    | Sort of Like a Family           | 2. Okt. 2007         | 26. Mai 2008                             | Timothy Busfield  | Mark Fish & Jeremy Doner                                  |
| 11         | 11        | Die Beweise      | I Hate These People             | 9. Okt. 2007         | 2. Juni 2008                             | Ed Bianchi        | Adam Stein                                                |
| 12         | 12        | Kein Weg zurück  | There’s No „We“ Anymore         | 16. Okt. 2007        | 2. Juni 2008                             | Mario Van Peebles | Todd A. Kessler, Glenn Kessler & Daniel Zelman            |
| 13         | 13        | Die Entscheidung | Because I Know Patty            | 23. Okt. 2007        | 3. Juni 2008                             | Todd A. Kessler   | Todd A. Kessler, Glenn Kessler & Daniel Zelman            |

## Staffel 2
Die Erstausstrahlung der zweiten Staffel war vom 7. Januar bis zum 1. April 2009 auf dem US-amerikanischen Kabelsender FX zu sehen. Die deutschsprachige Erstausstrahlung sendete der Schweizer Free-TV-Sender SRF zwei vom 3. März bis zum 19. Mai 2010.
| Nr. (ges.) | Nr. (St.) | Deutscher Titel       | Originaltitel                            | Erstausstrahlung USA | Deutschsprachige Erstausstrahlung (CH) | Regie              | Drehbuch                                        |
| ---------- | --------- | --------------------- | ---------------------------------------- | -------------------- | -------------------------------------- | ------------------ | ----------------------------------------------- |
| 14         | 1         | Ich habe auch gelogen | I Lied, Too                              | 7. Jan. 2009         | 3. März 2010                           | Todd A. Kessler    | Todd A. Kessler, Glenn Kessler & Daniel Zelman  |
| 15         | 2         | Die Falle             | Burn It, Shred It, I Don’t Care          | 14. Jan. 2009        | 3. März 2010                           | Jean de Segonzac   | Todd A. Kessler, Glenn Kessler & Daniel Zelman  |
| 16         | 3         | Der Fall Purcell      | I Knew Your Pig                          | 21. Jan. 2009        | 11. März 2010                          | Constantine Makris | Todd A. Kessler, Glenn Kessler & Daniel Zelman  |
| 17         | 4         | Michaels Vater        | Hey! Mr. Pibb!                           | 8. Jan. 2009         | 17. März 2010                          | Mario Van Peebles  | Aaron Zelman                                    |
| 18         | 5         | Die Fusion            | I Agree, It Wasn’t Funny                 | 4. Feb. 2009         | 24. März 2010                          | Tate Donovan       | Mark Fish                                       |
| 19         | 6         | Arthur Frobisher      | A Pretty Girl in a Leotard               | 11. Feb. 2009        | 1. Apr. 2010                           | Greg Yaitanes      | Adam Stein                                      |
| 20         | 7         | Vertraue niemandem    | New York Sucks                           | 18. Feb. 2009        | 7. Apr. 2010                           | Matthew Penn       | Jeremy Doner                                    |
| 21         | 8         | Onkel Pete            | They Had to Tweeze That Out of My Kidney | 25. Feb. 2009        | 14. Apr. 2010                          | Michael Pressman   | Aaron Zelman                                    |
| 22         | 9         | Anziehungskräfte      | You Got Your Prom Date Pregnant          | 4. März 2009         | 21. Apr. 2010                          | Ed Bianchi         | Mark Fish                                       |
| 23         | 10        | Beziehungen           | Uh Oh, Out Come the Skeletons            | 11. März 2009        | 28. Apr. 2010                          | Tate Donovan       | Todd A. Kessler & Glenn Kessler & Daniel Zelman |
| 24         | 11        | Der Betrug            | London. Of Course                        | 18. März 2009        | 5. Mai 2010                            | Andy Wolk          | Todd A. Kessler & Daniel Zelman                 |
| 25         | 12        | Antworten             | Look What He Dug Up This Time            | 5. März 2009         | 12. Mai 2010                           | Matthew Penn       | Daniel Zelman & Glenn Kessler                   |
| 26         | 13        | Vertrau’ mir          | Trust Me                                 | 1. Apr. 2009         | 19. Mai 2010                           | Todd A. Kessler    | Glenn Kessler & Todd A. Kessler                 |

## Staffel 3
Die Erstausstrahlung der dritten Staffel war vom 25. Januar bis zum 19. April 2010 auf dem US-amerikanischen Kabelsender FX zu sehen. Die deutschsprachige Erstausstrahlung sendete der deutsche Free-TV-Sender sixx vom 3. März bis zum 19. Mai 2010.
| Nr. (ges.) | Nr. (St.) | Deutscher Titel               | Originaltitel                          | Erstausstrahlung USA | Deutschsprachige Erstausstrahlung (D) | Regie            | Drehbuch                                       |
| ---------- | --------- | ----------------------------- | -------------------------------------- | -------------------- | ------------------------------------- | ---------------- | ---------------------------------------------- |
| 27         | 1         | Ihre Geheimnisse sind sicher  | Your Secrets Are Safe                  | 25. Jan. 2010        | 6. Aug. 2010                          | Todd A. Kessler  | Todd A. Kessler, Glenn Kessler & Daniel Zelman |
| 28         | 2         | Aufrichtigkeit                | The Dog Is Happier Without Her         | 1. Feb. 2010         | 6. Aug. 2010                          | Matthew Penn     | Aaron Zelman                                   |
| 29         | 3         | Abflug 23:08 Uhr              | Flight’s at 11:08                      | 8. Feb. 2010         | 13. Aug. 2010                         | Tony Goldwyn     | Mark Fish                                      |
| 30         | 4         | Der letzte Tag in Freiheit    | Don’t Throw That at the Chicken        | 15. Feb. 2010        | 20. Aug. 2010                         | Matthew Penn     | Jeremy Doner                                   |
| 31         | 5         | Ich habe nicht Geburtstag     | It’s Not My Birthday                   | 22. Feb. 2010        | 20. Aug. 2010                         | Daniel Zelman    | Adam Stein                                     |
| 32         | 6         | Suchen Sie in der Karibik     | Don’t Forget to Thank Mr. Zedeck       | 1. März 2010         | 27. Aug. 2010                         | Timothy Busfield | Aaron Zelman & Mark Fish                       |
| 33         | 7         | Ich wurde nicht ersetzt       | You Haven’t Replaced Me                | 28. März 2010        | 27. Aug. 2010                         | Glenn Kessler    | Todd A. Kessler                                |
| 34         | 8         | Ich sehe aus wie Frankenstein | I Look Like Frankenstein               | 15. März 2010        | 3. Sep. 2010                          | Chris Terrio     | Daniel Zelman                                  |
| 35         | 9         | Der menschliche Kern          | Drive It Through Hardcore              | 22. März 2010        | 3. Sep. 2010                          | Tate Donovan     | Glenn Kessler                                  |
| 36         | 10        | Familienbande                 | Tell Me I’m Not Racist                 | 29. März 2010        | 10. Sep. 2010                         | David Tuttman    | Todd A. Kessler                                |
| 37         | 11        | Die dunkle Seite              | All That Crap About Your Family        | 5. Apr. 2010         | 10. Sep. 2010                         | Matthew Penn     | Daniel Zelman                                  |
| 38         | 12        | Sein kleines Äffchen          | You Were His Little Monkey             | 12. Apr. 2010        | 17. Sep. 2010                         | Timothy Busfield | Glenn Kessler                                  |
| 39         | 13        | Am Ende des Weges             | The Next One’s Gonna Go In Your Throat | 19. Apr. 2010        | 17. Sep. 2010                         | Todd A. Kessler  | Todd A. Kessler, Glenn Kessler & Daniel Zelman |

## Staffel 4
Die Erstausstrahlung der vierten Staffel war vom 13. Juli bis zum 14. September 2011 auf dem US-amerikanischen Pay-TV-Sender DirecTV zu sehen. Die deutschsprachige Erstausstrahlung sendete der deutsche Pay-TV-Sender Glitz* vom 27. Juni bis zum 22. August 2013.
| Nr. (ges.) | Nr. (St.) | Deutscher Titel                        | Originaltitel                                                           | Erstausstrahlung USA | Deutschsprachige Erstausstrahlung (D) | Regie            | Drehbuch                                        |
| ---------- | --------- | -------------------------------------- | ----------------------------------------------------------------------- | -------------------- | ------------------------------------- | ---------------- | ----------------------------------------------- |
| 40         | 1         | Die Akte Afghanistan                   | There’s Only One Way to Try a Case                                      | 13. Juli 2011        | 27. Juni 2013                         | Todd A. Kessler  | Todd A. Kessler, Glenn Kessler & Daniel Zelman  |
| 41         | 2         | Täuschungsmanöver                      | I’ve Done Way Too Much for This Girl                                    | 20. Juli 2011        | 4. Juli 2013                          | Todd A. Kessler  | Nancy Fichman & Jennifer Hoppe-House            |
| 42         | 3         | Im Zweifelsfall greift man erst mal an | I’d Prefer My Old Office                                                | 27. Juli 2011        | 11. Juli 2013                         | Nick Gomez       | Jason Wilborn                                   |
| 43         | 4         | Friede auf Erden                       | Next One’s on Me, Blondie                                               | 3. Aug. 2011         | 18. Juli 2013                         | Timothy Busfield | Joe Weisberg                                    |
| 44         | 5         | Operation „Dust Devil“                 | We’ll Just Have to Find Another Way to Cut the Balls Off of This Thing  | 10. Aug. 2011        | 25. Juli 2013                         | David Tuttman    | Nancy Fichman & Jennifer Hoppe-House            |
| 45         | 6         | Vergib uns unsere Schuld               | Add That Little Hopper to Your Stew                                     | 17. Aug. 2011        | 1. Aug. 2013                          | Timothy Busfield | Jason Wilborn                                   |
| 46         | 7         | Vatergefühle                           | I’m Worried About My Dog                                                | 24. Aug. 2011        | 8. Aug. 2013                          | Glenn Kessler    | Josh Payne                                      |
| 47         | 8         | Vertrauensbrüche                       | The War Will Go on Forever                                              | 31. Aug. 2011        | 15. Aug. 2013                         | Nick Gomez       | Todd A. Kessler & Glenn Kessler & Daniel Zelman |
| 48         | 9         | Wie du mir, so ich dir                 | There’s a Whole Slew of Ladies with Bad Things to Say About the Taliban | 7. Sep. 2011         | 22. Aug. 2013                         | David Tuttman    | Todd A. Kessler & Glenn Kessler & Daniel Zelman |
| 49         | 10        | Die Wahrheit kommt ans Licht           | Failure is Lonely                                                       | 14. Sep. 2011        | 22. Aug. 2013                         | Glenn Kessler    | Todd A. Kessler & Glenn Kessler & Daniel Zelman |

## Staffel 5
Die Erstausstrahlung der fünften Staffel war vom 11. Juli bis zum 12. September 2012 auf dem US-amerikanischen Pay-TV-Sender DirecTV zu sehen. Die deutschsprachige Erstausstrahlung sendete der deutsche Pay-TV-Sender Glitz* vom 29. August bis zum 31. Oktober 2013.
| Nr. (ges.) | Nr. (St.) | Deutscher Titel                   | Originaltitel                          | Erstausstrahlung USA | Deutschsprachige Erstausstrahlung (D) | Regie            | Drehbuch                                        |
| ---------- | --------- | --------------------------------- | -------------------------------------- | -------------------- | ------------------------------------- | ---------------- | ----------------------------------------------- |
| 50         | 1         | Das Duell                         | You Want To End This Once And For All? | 11. Juli 2012        | 29. Aug. 2013                         | Matthew Penn     | Todd A. Kessler, Glenn Kessler & Daniel Zelman  |
| 51         | 2         | Tarnung                           | Have You Met The Eel Yet?              | 18. Juli 2012        | 5. Sep. 2013                          | Colin Bucksey    | Hans Tobeason                                   |
| 52         | 3         | Die Befragung                     | Failure Is Failure                     | 25. Juli 2012        | 12. Sep. 2013                         | Jean de Segonzac | Arthur Phillips                                 |
| 53         | 4         | Samurai Seven                     | I Love You, Mommy                      | 1. Aug. 2012         | 19. Sep. 2013                         | Marcos Siega     | Jason Wilborn                                   |
| 54         | 5         | Geister der Vergangenheit         | There’s Something Wrong With Me        | 8. Aug. 2012         | 26. Sep. 2013                         | Tate Donovan     | Hans Tobeason                                   |
| 55         | 6         | Ich muss gewinnen                 | I Need To Win                          | 15. Aug. 2012        | 3. Okt. 2013                          | Daniel Zelman    | Josh Payne                                      |
| 56         | 7         | Alte Wunden                       | The Storm’s Moving In                  | 22. Aug. 2012        | 10. Okt. 2013                         | Tate Donovan     | Todd A. Kessler & Glenn Kessler & Daniel Zelman |
| 57         | 8         | Ich habe Angst, es herauszufinden | I’m Afraid Of What I’ll Find           | 29. Aug. 2012        | 17. Okt. 2013                         | Ken Girotti      | Hans Tobeason                                   |
| 58         | 9         | Quellenstudium                    | I Like Your Chair                      | 5. Sep. 2012         | 24. Okt. 2013                         | Steve Shill      | Todd A. Kessler & Glenn Kessler & Daniel Zelman |
| 59         | 10        | Gewinner                          | But You Don’t Do That Anymore          | 12. Sep. 2012        | 31. Okt. 2013                         | Glenn Kessler    | Todd A. Kessler & Glenn Kessler & Daniel Zelman |